# Grabowo, Hạt Gryfino
Grabowo [ɡraˈbɔvɔ] là một ngôi làng thuộc khu hành chính của Gmina Chojna, thuộc hạt Gryfino, West Pomeranian Voivodeship, ở phía tây bắc Ba Lan, gần biên giới Đức. Nó nằm khoảng 7 kilômét (4 mi)  phía tây bắc Chojna, 29 km (18 mi) phía nam Gryfino và 48 km (30 mi) phía nam thủ đô khu vực Szczecin.
Trước năm 1945, khu vực này là một phần của Đức. Đối với lịch sử của khu vực, xem Lịch sử của Pomerania.